# Кастирла
Кастирла (фр. Castirla) насеље је и општина у Француској у региону Корзика, у департману Горња Корзика која припада префектури Кор.
По подацима из 2011. године у општини је живело 181 становника, а густина насељености је износила 7,44 становника/km². Општина се простире на површини од 24,32 km². Налази се на средњој надморској висини од 450 метара (максималној 1.951 m, а минималној 298 m).

## Демографија
| 1962. | 1968. | 1975. | 1982. | 1990. | 1999. | 2011. |
| ----- | ----- | ----- | ----- | ----- | ----- | ----- |
| 185   | 185   | 206   | 184   | 145   | 186   | 181   |

График промене броја становника у току последњих година